# Zimovina
Zimovina (bulgariska: Зимовина) är ett distrikt i Bulgarien. Det ligger i kommunen Obsjtina Stambolovo och regionen Chaskovo, i den södra delen av landet, 220 km sydost om huvudstaden Sofia.
Trakten runt Zimovina består till största delen av jordbruksmark. Runt Zimovina är det glesbefolkat, med 19 invånare per kvadratkilometer.